# Almighty DP
Almighty DP — спільний мікстейп американського репера Chief Keef та продюсера DP Beats, виданий 1 квітня 2015 р. На задній обкладинці вказано 23-пісенний треклист.
Пісня «10 Toes Down» потрапила до попереднього мікстейпу Кіфа Sorry 4 the Weight (2015), де має назву «Ten Toes Down» і розмовний вступ, відсутній на Almighty DP. «A$AP Rocky», «Sleepy», «Worries», «Wet», «Need It» пізніше увійшли до The Leek, Vol. 7 (2019), а «Bands» — до обох Almighty DP 2 (2015) та The Leek, Vol. 7. «Don't Love Her», «Doin It», «Runnin», «Know She Does», «Haten» потрапили до The Leek, Vol. 8 (2019).

## Список пісень
Усі треки спродюсував DP Beats.
| #   | Назва                  | Тривалість |
| --- | ---------------------- | ---------- |
| 2.  | «Don't Love Her»       | 2:05       |
| 3.  | «Doin It»              | 2:41       |
| 4.  | «Hot»                  | 1:58       |
| 5.  | «Runnin»               | 2:39       |
| 6.  | «ASAP Rocky»           | 3:10       |
| 7.  | «Sleepy»               | 2:16       |
| 8.  | «Worries»              | 2:29       |
| 9.  | «Wet»                  | 3:10       |
| 10. | «Tec» (з участю Tadoe) | 3:23       |
| 11. | «Side»                 | 2:48       |
| 12. | «On the Corner»        | 3:30       |
| 13. | «MCM»                  | 3:00       |
| 14. | «Know She Does»        | 2:14       |
| 15. | «Haten»                | 3:28       |
| 16. | «Fool Ya»              | 3:32       |
| 17. | «Need It»              | 3:32       |
| 18. | «10 Toes Down»         | 3:10       |
| 19. | «All In»               | 7:18       |